# Peeling
Dans le domaine de la dermato-cosmétologie, on nomme peeling, dermo-peeling, exfoliation chimique, gommage chimique ou épluchage chimique, plusieurs techniques de médecine esthétique généralement mise en œuvre par des techniciens qualifiés, ou des médecins spécialisés, pour régénérer la peau - du visage le plus souvent - ou traiter des séquelles dermatologiques esthétiquement gênantes. 

## Histoire
Les peelings mécaniques et chimiques semblent remonter à l'antiquité où ils constituaient déjà l'un des éléments des pratiques de réjuvénation.
Aujourd'hui le peeling est souvent utilisé en complément d'un laser-resurfacing et de la dermabrasion mécanique et éventuellement de produits de comblement, la toxine botulique, le lifting, etc. Il nécessite un pré- et post-traitement,

## Utilisation

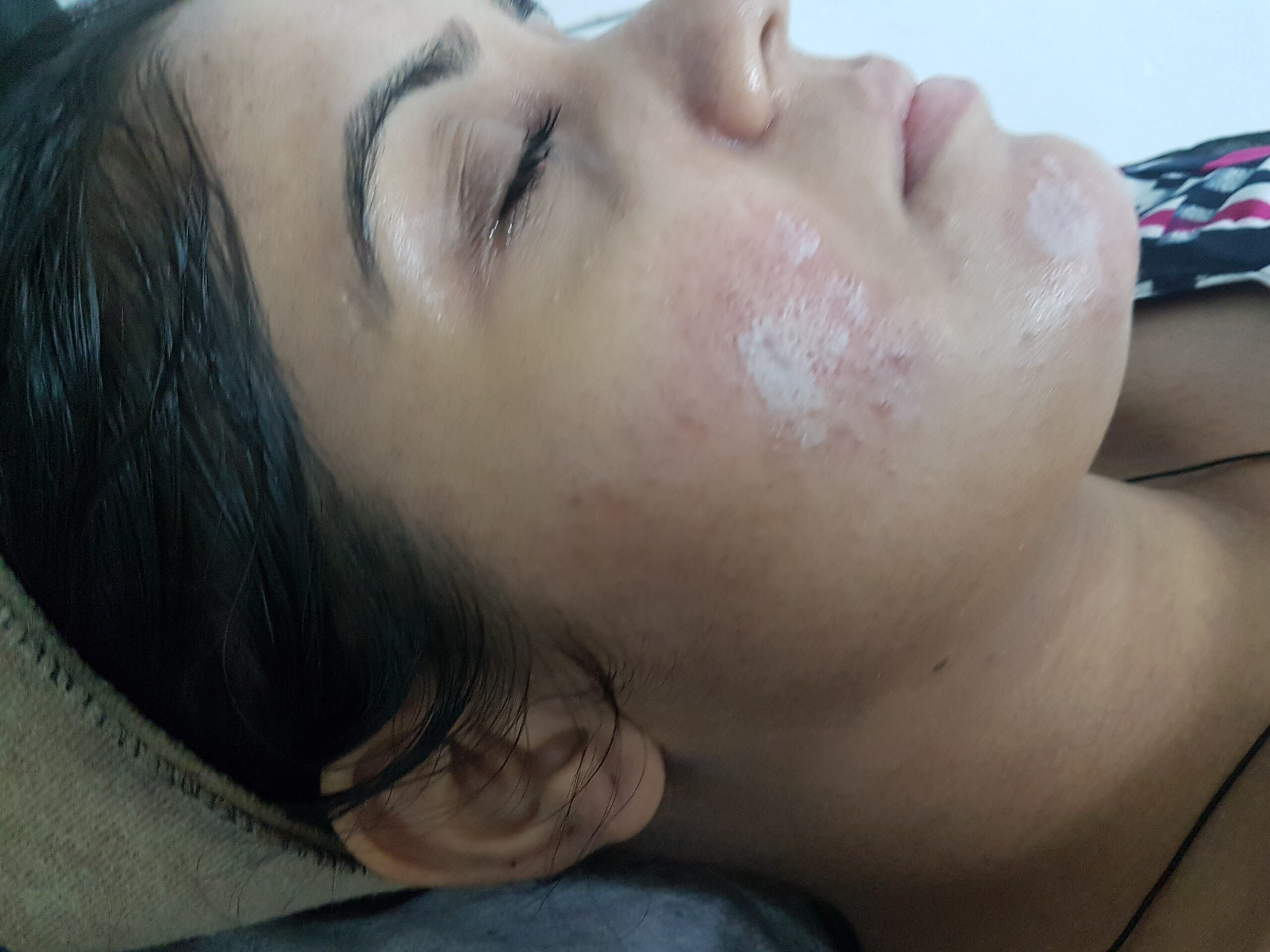
Utilisation de l'acide salicylique pour le traitement de l'acné.

Il est efficace contre des « rides modérément profondes, en  particulier contre les rides péribuccales mais il ne corrige pas les rides profondes d’expression ».
- Le traitement de rides, télangiectasies, sécheresse cutanée, flaccidité de la peau induit par le vieillissement accéléré de la peau exposée aux UV solaires ;
- La correction de séquelles esthétiques ;
- Traiter les cernes[5],[6],[7] ;
- Traiter les vergetures[8].

## Principe
Les modifications de la peau induites par les peelings chimiques sont constatées (augmentation du volume du derme notamment), mais malgré des études histologiques (chez l'Homme et l'Animal), les effets de ces peelings chimiques ne sont toujours pas biologiquement compris[réf. souhaitée].
Deux mécanismes explicatifs sont en concurrence :
1. l'augmentation quantitative des glycosaminoglycane (qui selon certains pourrait provoquer un appel d'eau dans le derme qui reprendait alors du volume, ce qui diminuerait les ridules de l'épiderme.
2. une amélioration de la qualité du collagène dermique et sa réorganisation dans les couches superficielles de la peau, en réponse à l'agression chimique du peeling. Vigneron (2010) a aussi mi en évidence une réorganisation de l'élastine (moins de fibres verticales et plus de fibres horizontales, qui fait évoquer une réaction des fibroblastes dermiques)[9]. Selon lui Il y a « augmentation du volume dermique dans les peelings phénolés et TCA 33% (TCA 50US), mais sans changement en quantité de collagène et de glycosaminoglycans par unité de volume.  Ceci montre que le derme « reconstitué » n’est pas anormalement dense ou riche en glycosaminoglycans »[9].

« Le remodelage du derme » ne devient évident que deux à trois semaines après l'opération pour se terminer environ 6 mois plus tard.

## Classification
Le peeling peut être doux ou superficiel ou, moyen, voire profond et alors pratiqué par un médecin dermatologue car le peeling s'apparente à une brûlure par l'acide, qui doit être soigneusement contrôlée, sous peine de laisser des cicatrices. Il existe différents types de peeling selon le type et la concentration de l'acide utilisé :
- peeling superficiel : application de produit (type AHA) réalisée par un médecin si concentration supérieure à 30 % mais possible à domicile pour des concentrations plus faibles.
- peeling moyen : application de produit (type TCA) uniquement réalisée par un médecin. Desquamation proportionnelle à la concentration du produit.
- peeling profond : application de produit (type Phénol) uniquement réalisée en cabinet médical ou clinique car assez traumatisante (résultat comparable à la technique de dermabrasion).

## Méthodes
Diverses méthodes existent en compléments des peelings mécaniques, chacune avec leurs risques et bénéfices : 
Par des substances chimiquement agressives telles que les AHA, l'acide glycolique, ou le TCA homogénéisé, et éventuellement adjuvé, on provoque une destruction contrôlée puis une élimination (desquamation) des cellules de l'épiderme et des couches superficielles du derme. 
Des produits comme le phénol (pour « peeling profond ») et le « phénol modifié » ont été aussi utilisés en dépit de leur toxicité ; il ne doivent être utilisés que par des médecins confirmés, pour le traitement de l'héliodermie sévère, surtout chez des patients de phototype I, II ou III.

## Effets secondaires
La brûlure superficielle d'un peeling « peut parfois prendre plusieurs mois avant de disparaître ». Selon le nombre de couches d'acide appliquées, le patient subira un simple érythème à une desquamation franche pouvant durer cinq à sept jours. Le peeling peut induire un œdème, des croûtes, des folliculites, une poussée d'acné ou des grains de milium ou des douleurs en cas d'herpès. 
À plus long terme des allergies, des dyschromies (à traiter au laser ou par des produits dépigmentants) et des cicatrices atrophiques sont possibles, généralement autour de la bouche, pouvant alors être traitées par des massages avec ou sans dermocorticoïdes. Un élargissement visible des pores cutanés est aussi une conséquence possible.
Le patient doit éviter la crème hydratante ou le fond de teint la veille de l'opération, car « ceux-ci  perturbent  la pénétration du TCA à travers l’épiderme. Avant la réalisation du peeling, de l’acétone ou un autre solvant est appliqué sur le visage de manière à enlever toute trace de sébum ».